# Сковородинский район
Сковородинский райо́н — административно-территориальная единица (район) и муниципальное образование (муниципальный район) в Амурской области России.
Административный центр — город Сковородино.
Официальный сайт Администрации Cковородинского района
- Сайт администрации района

## География
Район граничит на западе — с Забайкальским краем, на севере — с Тындинским, на востоке — с Магдагачинским районами Амурской области, на юге — государственная граница с КНР. Площадь территории — 20,5 тыс. км².

## История
4 января 1926 года Декретом ВЦИК Дальневосточная область преобразована в Дальневосточный край, в составе Зейского округа Дальневосточного края был образован Рухловский район с центром в селе Рухлово. 20 октября 1932 года решением ВЦИК и СНК РСФСР о новом территориальном делении и районировании края район был включён в состав созданной Амурской области. В 1934 году Рухловский район был передан в состав вновь образованной Зейской области, образованной в границах бывшего Зейского административного округа. 20 сентября 1937 года Зейская область была упразднена, а входившие в её состав районы переведены во вновь образованную Читинскую область. 16 декабря 1938 года город Рухлово Читинской области переименован в город Сковородино, а Рухловский район — в Сковородинский. 2 августа 1948 года Сковородинский район вновь вошёл в состав самостоятельной Амурской области, выделенной из состава Хабаровского края.
С 1 января 2006 года в соответствии с Законом Амурской области от 11 апреля 2005 года № 473-ОЗ на территории района образованы 9 муниципальных образований: 3 городских и 6 сельских поселений.
В апреле 2022 года Сковородинский район был преобразован в Сковородинский муниципальный округ.

## Население
| 1959    | 1970    | 1979    | 1989    | 1990    | 1995    |
| ------- | ------- | ------- | ------- | ------- | ------- |
| 50 571  | ↘44 814 | ↗47 886 | ↘42 998 | ↘42 967 | ↘39 299 |
| 2000    | 2001    | 2002    | 2003    | 2004    | 2009    |
| ↘36 245 | ↘35 700 | ↘34 269 | ↘34 000 | ↘33 300 | ↘31 776 |
| 2010    | 2011    | 2012    | 2013    | 2014    | 2015    |
| ↘29 558 | ↘29 466 | ↘28 921 | ↘28 530 | ↘28 017 | ↘27 757 |
| 2016    | 2017    | 2018    | 2019    | 2020    | 2021    |
| ↘27 543 | ↘27 324 | ↘27 061 | ↘26 548 | ↘26 215 | ↘21 233 |
| 2023    |         |         |         |         |         |
| ↘20 328 |         |         |         |         |         |

### Урбанизация
В городских условиях (город Сковородино, рабочие посёлки Ерофей Павлович и Уруша) проживают  66,12 % населения района.

## Муниципально-территориальное устройство
В Сковородинский район входят 9 муниципальных образований, в том числе 3 городских поселения и 6 сельских поселений:
| №        | Муниципальное образование             | Административный центр          | Количество населённых пунктов | Население (чел.) | Площадь (км²) |
| -------- | ------------------------------------- | ------------------------------- | ----------------------------- | ---------------- | ------------- |
| 1e-06    | Городские поселения:                  |                                 |                               |                  |               |
| 1        | город Сковородино                     | город Сковородино               | 2                             | ↘7350            | 740,84        |
| 2        | рабочий посёлок (пгт) Ерофей Павлович | рабочий посёлок Ерофей Павлович | 9                             | ↘4569            | 4177,58       |
| 3        | рабочий посёлок (пгт) Уруша           | рабочий посёлок Уруша           | 8                             | ↘2873            | 4478,53       |
| 3.000002 | Сельские поселения:                   |                                 |                               |                  |               |
| 4        | Албазинский сельсовет                 | село Албазино                   | 2                             | ↘269             | 1409,95       |
| 5        | Джалиндинский сельсовет               | село Джалинда                   | 3                             | ↘903             | 984,29        |
| 6        | Неверский сельсовет                   | село Невер                      | 2                             | ↘1194            | 940,58        |
| 7        | Солнечный сельсовет                   | посёлок Солнечный               | 3                             | ↘943             | 1031,29       |
| 8        | Талданский сельсовет                  | село Талдан                     | 1                             | ↘2410            | 2268,04       |
| 9        | Тахтамыгдинский сельсовет             | село Тахтамыгда                 | 3                             | ↘636             | 1201,66       |

### Населённые пункты
В Сковородинском районе 33 населённых пункта.
| №  | Населённый пункт | Тип                           | Население | Муниципальное образование             |
| -- | ---------------- | ----------------------------- | --------- | ------------------------------------- |
| 1  | Албазино         | село                          | ↘357      | Албазинский сельсовет                 |
| 2  | Аячи             | железнодорожный разъезд       | ↘32       | Рабочий посёлок (пгт) Ерофей Павлович |
| 3  | Бам              | железнодорожная станция       | ↘876      | Солнечный сельсовет                   |
| 4  | Большая Омутная  | железнодорожная станция       | ↘177      | Рабочий посёлок (пгт) Ерофей Павлович |
| 5  | Глубокий         | железнодорожная станция       | ↘0        | Рабочий посёлок (пгт) Уруша           |
| 6  | Джалинда         | село                          | ↘1123     | Джалиндинский сельсовет               |
| 7  | Ерофей Павлович  | рабочий посёлок               | ↘4239     | Рабочий посёлок (пгт) Ерофей Павлович |
| 8  | Игнашино         | село                          | ↗179      | Рабочий посёлок (пгт) Ерофей Павлович |
| 9  | Имачи            | железнодорожная станция       | →0        | Солнечный сельсовет                   |
| 10 | Иташино          | железнодорожный разъезд       | →6        | Рабочий посёлок (пгт) Ерофей Павлович |
| 11 | Ковали           | железнодорожный блокпост      | ↘0        | Рабочий посёлок (пгт) Уруша           |
| 12 | Лесной           | посёлок                       | ↘293      | город Сковородино                     |
| 13 | Мадалан          | железнодорожная станция       | ↗367      | Тахтамыгдинский сельсовет             |
| 14 | Невер            | село                          | ↘1170     | Неверский сельсовет                   |
| 15 | Ольдой           | посёлок                       | →21       | Тахтамыгдинский сельсовет             |
| 16 | Ороченский       | железнодорожный разъезд       | →6        | Рабочий посёлок (пгт) Ерофей Павлович |
| 17 | Осежино          | село                          | ↘11       | Албазинский сельсовет                 |
| 18 | Сгибеево         | железнодорожная станция       | ↘0        | Рабочий посёлок (пгт) Уруша           |
| 19 | Сегачама         | железнодорожный разъезд       | ↗45       | Рабочий посёлок (пгт) Ерофей Павлович |
| 20 | Сковородино      | город, административный центр | ↘6328     | город Сковородино                     |
| 21 | Солнечный        | посёлок                       | ↗341      | Солнечный сельсовет                   |
| 22 | Среднерейновский | посёлок                       | ↘54       | Джалиндинский сельсовет               |
| 23 | Таёжный          | посёлок                       | ↘45       | Джалиндинский сельсовет               |
| 24 | Талдан           | село                          | ↘2410     | Талданский сельсовет                  |
| 25 | Тахтамыгда       | село                          | ↘1498     | Тахтамыгдинский сельсовет             |
| 26 | Текан            | железнодорожный разъезд       | →0        | Рабочий посёлок (пгт) Ерофей Павлович |
| 27 | Ульручьи         | железнодорожная станция       | ↘165      | Неверский сельсовет                   |
| 28 | Улягир           | посёлок                       | ↘0        | Рабочий посёлок (пгт) Уруша           |
| 29 | Улятка           | железнодорожная станция       | →0        | Рабочий посёлок (пгт) Уруша           |
| 30 | Уруша            | рабочий посёлок               | ↘2873     | Рабочий посёлок (пгт) Уруша           |
| 31 | Халан            | железнодорожная станция       | →0        | Рабочий посёлок (пгт) Уруша           |
| 32 | Читкан           | железнодорожный блокпост      | →0        | Рабочий посёлок (пгт) Уруша           |
| 33 | Ягодный          | железнодорожный блокпост      | →9        | Рабочий посёлок (пгт) Ерофей Павлович |

Упраздненные населенные пункты
- 1974 год — села Воскресеновка и Монастырка, посёлок Крестовка
- 1976 год — села Астафьевка, Орловка
- 1977 год — железнодорожные блокпосты Глухарево и Хайласутай, железнодорожные разъезды Горелый и Мари, железнодорожные станции Малая Омутная и Улягир, село Сгибнево
- 1978 год — села Бейтоново,
- 1979 год — железнодорожная станция Встречный, железнодорожные блокпосты Керак и Трудный, железнодорожный разъезд Поёмный, село Свербеево
- 1984 год — железнодорожные блокпосты Промысловый и Уркан, железнодорожная станция Рейново
- 1986 год — железнодорожный блокпост Сивачли.
- 2003 год — железнодорожные станции Ковали, Ангарич, Джигтанда и  железнодорожный блокпост Буринда[31].

## Транспорт
По территории Сковородинского района в широтном направлении проходит Транссибирская магистраль (Забайкальская железная дорога) и автодорога «Чита — Хабаровск».
От села Невер на север в Тындинский район и далее в Якутию идёт автодорога «Лена».
От станции Бам (Транссиб) на север идёт Амуро-Якутская железнодорожная магистраль.
От города Сковородино на левый берег Амура идёт автодорога к селу Джалинда и железнодорожная линия к станции Рейново.

## Достопримечательности
На территории района располагаются комплексный заказник Урушинский, а также памятник природы — Игнашинский минеральный источник. Главный исторический памятник — первое русское поселение на берегу Амура — Албазино.